# Diana (Schiff, 1931)
Die Diana ist ein Motorschiff, das den schwedischen Göta-Kanal auf der Strecke von Göteborg nach Stockholm und zurück befährt.
Das Schiff wurde 1931 bei der Finnboda Varv in Nacka, Stockholm, gebaut und mit einer Dampfmaschine mit 194 kW, einer Höchstgeschwindigkeit von neun Knoten sowie einer Beförderungskapazität von maximal 200 Personen geliefert. 1969 erhielt das Schiff die heutige Maschinenanlage. Dabei wurde die Beförderungskapazität auf maximal 125 Personen reduziert. Im Regelverkehr werden nur die 28 vorhandenen Doppelkabinen mit maximal 56 Personen belegt. 2003 wurde das Schiff renoviert. Dabei wurde darauf geachtet, dass der historische Eindruck erhalten blieb.
Das Schiff ist neben der Wilhelm Tham und der Juno das jüngste Schiff der Götakanal-Flotte. Es wurde 2010 durch das Nationale Maritime Museum Schwedens unter Denkmalschutz gestellt.
Im Kriminalroman Die Tote im Götakanal von Maj Sjöwall und Per Wahlöö von 1965 wird im Juli 1964 auf der  Diana ein Mord verübt, dessen Aufklärung Inhalt des Buchs ist.
Das Schiff ist als historisch wertvolles Schiff eingestuft.